# Pterobryopsis itahiae
Pterobryopsis itahiae är en bladmossart som beskrevs av Fleischer 1905. Pterobryopsis itahiae ingår i släktet Pterobryopsis och familjen Pterobryaceae. Inga underarter finns listade i Catalogue of Life.